# Saint-Pons-de-Thomières
Saint-Pons-de-Thomières (fino al 1979 Saint-Pons) è un comune francese di 2 272 abitanti situato nel dipartimento dell'Hérault nella regione dell'Occitania.

## Società

### Evoluzione demografica
Abitanti censiti